# Нечаево (Липецкая область)
Неча́ево — деревня в Задонском районе Липецкой области, входит в состав Хмелинецкого сельсовета.

## Население
| 2010 |
| ---- |
| 229  |

## Улицы
В деревне имеются две улицы: Дорожная и Заречная.